# Língua franco-provençal
Franco-provençal ou arpitano (arpitan) é uma língua galo-românica, falada nas fronteiras da França com a Suíça e Itália. Estabeleceu-se como língua no século XIX, mas suas especificidades só foram definidas no XX, o que explica ser tão mal conhecida. Sua principal peculiaridade reside na dupla evolução do A latino, que permaneceu exceto quando a consoante precedente é palatal (c, ch, j, y, ly, gn e às vezes r), caso no qual evoluiu para "ié", "é" e "i".

## Denominação da língua

### Franco-provençal
A criação da expressão franco-provençal deve-se ao linguista italiano Graziadio Isaia Ascoli em 1873:
Chamo o Franco-Provençal de um tipo linguístico que reúne, além de alguns caracteres específicos, outros caracteres, parte dos quais é comum ao francês (um dos dialetos das línguas Oïl) e outro é comum ao provençal e que não provém de uma confluência tardia de vários elementos, mas, pelo contrário, atesta sua própria independência histórica, pouco diferente daquela pela qual os outros principais tipos românicos se distinguem.
Graziadio Isaia Ascoli- Agora, esta palavra está escrita sozinha, sem hifens, para evitar confusão e enfatizar o caráter independente dessa linguagem. O termo "provençal", na época em que Ascoli escreveu essas linhas, não se refere apenas à língua da Provença, mas à totalidade da língua occitana. De fato, o occitano, antes de obter seu nome batismal final, recebeu vários, cronologicamente "Limousin", depois "Provençal".
A supressão do hífen, proposta no Colloque de dialectologie francoprovençale de 1969 na universidade de Neuchâtel, traduz lexicalmente a vontade de criar uma identidade limpa e mais acentuada; também visa evitar sugerir que a linguagem seja limitada a uma simples justaposição de elementos d'oïl e d'oc.
É sob esse nome que esse idioma é oficialmente reconhecido.

### Romand
O termo Romand para o franco-provençal é atestado desde o século XV (em um documento de 1424 de Friburgo, que autoriza os notários a "escrever cartas em teif [= alemão] e em rommant"); é frequente nos documentos de Vaud e Friburgo dos séculos XVII e XVIII. Ainda é atestado em Genebra no século XIX, mas nunca foi além das fronteiras da atual Suíça romanda.

### Arpitano
Os termos Arpitan e Arpian, que significam "montanhês" (alguém vive nas montanhas) e "pastor" respectivamente, foram adotados no início dos anos 70 para atender à necessidade de remover a confusão gerada pelo termo franco-provençal. A forma arpitana em particular foi escolhida por sua semelhança com o nome da segunda grande língua galo-romana, o occitânico. Literalmente, arpiano ou arpitano, significa, portanto, "o morador da montanha, o pastor". A palavra arpitano é formado a partir da raiz pré-indo-europeia alp-, em sua moderna variante de dialeto arp-; no franco-provençal, essa palavra não designa "montanha", uma "forma de alto relevo", como geralmente se acredita, mas "pastagens de montanha onde os rebanhos são levados e passam o verão". Essa raiz está presente em muitos nomes de lugares, tanto na Alta Provença (Arpasse, Arpette, Arpillon…), quanto em Delfinado (Arp, Arpion, Arpisson, Aup…), Savoia (Arpettaz, Arpeyron, Arpiane…), Valais (Arpette, Arpache, Arpitetta ...) e no Vale de Aosta (Arp, Arnouvaz, Arpet, Arpetta, Arpettaz ...). Encontra-se essa raiz ou suas variantes também na Lombardia, Suíça, Alemanha e Áustria.
De 1974 até ao início da década de 1980, um equivalente ortográfico Harpitan foi usado pelo movimento político e cultural e sócio-cultural do Vale de Aosta, o Movimento Harpitanya. Politicamente da esquerda, o Movimento defende a "libertação nacional e social do Harpitania" através da criação de uma federação arpitana nos Alpes, incluindo o vale de Aosta, Savoia, os vales arpitanos piemonteses e a parte ocidental de Valais.
Enquanto isso, e de qualquer forma desde a criação da Aliança Cultural Arpitane (ACA) em 2004, o termo arpitan, sem o 'h' inicial, indica o franco-provençal sem reivindicação política, de uma maneira politicamente neutra. Em seu site oficial, a ACA, que promove o termo arpitan, declara expressamente que é uma “associação politicamente neutra”, o que é confirmado pela diretora do Centro de Estudos Franceses Christiane Dunoyer: "não havia parentesco direto, não havia instituições ou pessoas que reivindicassem essa herança de maneira consciente e oficial. Mas é certo que isso ajudou a aumentar a conscientização e a fazer progredir certas ideias. Existe, por exemplo, uma homonímia entre Harpitanya de quarenta anos atrás e um movimento eminentemente cultural que existe hoje. Reúne jovens da Suíça, Saboia, Lyon, etc. e que se comunicam principalmente por meio de novas tecnologias e desenvolvem um projeto cultural comum."
Até recentemente utilizado em publicações de pesquisa universitária de língua francesa, o arpitan é reconhecido na terminologia universitária como sinônimo de franco-provençal, uma vez que o SUDOC (Sistema Universitário de Documentação), sistema de referência, o indexou como tal. Por outro lado, o termo está começando a ser utilizado na literatura acadêmica de pesquisadores internacionais e na literatura de especialistas locais. Atualmente, ele é usado em certas associações de palestrantes, em particular na Associação dos Professores da Savoia (AES), presidida por Marc Bron, e para quem o nome franco-provençal “ é lamentável, porque deixa um perfume de inacabado, de amalgamação entre oc e oïl, enquanto não é oc nem oïl. O que diríamos se tivéssemos chamado o occitano de franco-espanhol, franco-italiano ou franco-corso? Obviamente, isso não teria sido sério. Também não é o caso do savoiano. ” A Federação Internacional do Arpitano (ACA), localizada em Saint-Étienne, Sciez e Lausana, deseja “ tornar o Arpitan visível na praça pública ”, promove a uso de uma ortografia unificada (a ortografia de referência B) e a palavra arpitan, acreditando que o composto franco-provençal é confuso, dificultando suas chances de reconhecimento oficial como língua minoritária (em particular na França29). A lingüista Claudine Brohy, do Instituto de Plurilinguismo da Universidade de Friburgo, observa que esse neologismo é "usado cada vez mais".

## Área de difusão franco-provençal

Mapa cronológico que mostra o desenvolvimento do franco-provençal, entre os anos 1000 e 2000.

A área franco-provençal, às vezes chamada Arpitânia, é delimitada pelas regiões listadas abaixo:

### França
- Boa parte da antiga região de Ródano-Alpes: toda a Saboia (Maurienne, Tarentaise, Genevois, Chablais e Faucigny), Forez (atual departamento de Loire), Bresse, Dombes, Revermont, Páis de Gex, Bugey, a área urbana de Lião, Delfinado e parte do Franco-Condado e Saôn-et-Loire. A língua influenciou o falar auvernês da montanha borbonesa no Allier.

Nota: apenas a parte norte do Delfinado fica na zona franco-provençal. Os departamentos de Droma e Altos Alpes são occitanos (exceto o extremo norte de Droma). A maior parte de Isera é franco-provençal, mas certas áreas do sul são occitanas. Uma descrição extremamente precisa da fronteira entre o occitano e o franco-provençal é descrita com um mapa de Gaston Tuaillon em 1964.

- Segundo a dialectologista Colette Dondaine, é provável que originalmente (antes do surgimento dos primeiros textos literários), o atual Franco-Condado aos pés do Vosges, também fizesse parte do espaço franco-provençal.

### Itália
- O Vale de Aosta, à exceção das comunidades Walser de Gressoney-Saint-Jean, Gressoney-La-Trinité e Issime, no Vallée du Lys.
- Os altos vales do Piemonte nos seguintes municípios:

Ala di Stura, Almese / Almesé, Alpette / L'Alpette, Avigliana / Veillane, Balme / Barmes, Borgone di Susa / Bourgon, Bruzolo / Brusol de Suse, Bussoleno / Bussolin, Cantoira / Cantoire, Caprie, Carema / Quaresma, Castagnole Piemonte / Piemonte Chassagne, Ceres / Ceres, Ceresole Reale / Cerisoles, Chialamberto / Chalambert, Chianocco / Chanoux, Chiusa di San Michele / L'Écluse, Coassolo Torinese / Coisseuil, Coazze / Couasse, Condove / Condoue, Corio / Cory, Frassinetto / Frassinet, Germagnano / Saint-Germain, Giaglione / Jaillons, Giaveno / Javein, Gravere / Gravière, Groscavallo / Groscaval, Ingria / L'Ingrie, Lanzo Torinese / Lans-L'Hermitage, Lemie, Locana / Locane, Mattie / Mathie, Meana di Susa / Means, Mezzenile / Mesnil, Mompantero / Montpantier, Moncalieri / Moncallier, Monastero di Lanzo / Moutiers, Moncenisio / Montcenis, Noasca / Novasque, Novalesa / Novalaise, Pessinetto / Pessinet, Pont-Canavese / Pont-en-Canaîne, Quincinetto / Quincinet, Ribordone / Ribardon, Ronco Canavese / Ronc, Rubiana / Rubiane, San Didero / Saint Didier, San Giorio di Susa / Saint-Joire, Sant'Ambrogio di Torino / Saint-Ambroise, Sant'Antonino di Susa / Saint-Antonin, Sparone / Esparon, Susa / Suse, Traversella / Traverselle, Traves / Travey, Usseglio / Ussel, Vaie / Vaye, Valchiusella / Chausselle, Valgioie / Valjoie, Valprato Soana / Valpré, Venaus / Vénaux, Villar Dora / Villar d'Almesé, Villar Focchiardo / Villar-Fouchard, Viù / Vieu. Além de parte do município de Trana e da aldeia de Grandubbione.

## Descrição

### Fonética
Traços característicos:
- Uma superabundância de vogais fechadas:
- Diferentemente do occitano, que ignora as vogais fechadas, e do francês, que faz uso "normal" dela, o falante de francês fecha sistematicamente um grande número de vogais. Exemplo: machon (casa) pronunciado como / mɑʃon / (ɑ soa como uma transição entre as vogais o e a).
- Diversão de vogais dificultadas e não acentuadas:
- Exemplos: ramasse (vassoura) é pronunciado como / rmassâ /. Mindya (comer, manjar) como / mdyɑ /. Peutet (criança) pronunciado como / ptɛt / (ɛ soa idêntico ao ''é'' português).
- Realização diversa da palatalização da consoante [k]
- Nos vales, [k] antes da vogal leva a / ch / (regularmente), / ts /, / st / ou até ao interdental / θ /. Temos, portanto, lat. campus> / chan /, / stan /, / tsan /, / θan /.
- Evolução, comparável ao francês de / a / a / ie / após palatalização
- Exemplos: canem> / tsien /; cadere> / tsiere /; caput> / tsief /; etc.